# 市例钱
市例钱又名市利钱，是宋代商业附加税之一。
市例钱算是一種手續費，通常是比照商税的正额加纳百分之十，屬於附加稅，以供市易司吏员的膳食费之用。熙宁五年（1076年）開始徵收，熙宁十年，收息钱和市例钱共一百四十三万零三百五十余贯，其中市例钱有九万八千贯，由於受到商賈大力反彈，政和年間停收。